# Туњишка Млака
Туњишка Млака (словен. Tunjiška Mlaka) је насељено место у општини Камник, Средњесловенска регија, Словенија.

## Историја
До територијалне реорганизације у Словенији била је у саставу старе општине Камник.

## Становништво
У попису становништва из 2011. године, Туњишка Млака је имала 318 становника.
| Број становника према пописима | Број становника према пописима | Број становника према пописима |
| ------------------------------ | ------------------------------ | ------------------------------ |
| 1991                           | 2002                           | 2011                           |
| 277                            | 297                            | 318                            |

Напомена: Године 2010. извршена је мања размена територија између насеља Подгорје и Туњишка Млака.